# Majdan (gmina Wojsławice)
Majdan – wieś w Polsce, położona w województwie lubelskim, w powiecie chełmskim, w gminie Wojsławice.
| SIMC    | Nazwa     | Rodzaj    |
| ------- | --------- | --------- |
| 1026941 | Wierzbica | część wsi |

W latach 1975–1998 miejscowość należała administracyjnie do województwa chełmskiego. 
Wieś stanowi sołectwo gminy Wojsławice. Według Narodowego Spisu Powszechnego (III 2011 r.) liczyła 159 mieszkańców i była siódmą co do wielkości miejscowością gminy Wojsławice.
Wierni Kościoła rzymskokatolickiego należą do parafii św. Michała Archanioła w Wojsławicach.